# Ayesha Dutt
Ayesha Dutt (Bombay, 5 juni 1964) is een Indiase filmproducent en voormalig model en actrice.
Dutt deed mee aan de Miss Young World-wedstrijd in Manilla. Ze haalde de finale niet. Ze speelde in 1984 in een Bollywood-film Teri Baahon Mein met onder anderen Mohnish Behl.

## Privé
Dutt is de vrouw van Bollywoodacteur Jackie Shroff en moeder van Tiger Shroff en Krishna Shroff. Ze is dochter van een Bengaalse vader, een vice-marshal van de luchtmacht bij de Indian Air Force, en een Belgische moeder.

## Filmografie
| Jaar | Film                           | Rol       |
| ---- | ------------------------------ | --------- |
| 1984 | Teri Baahon Mein               | Kanchi    |
| 2000 | Jis Desh Mein Ganga Rehta Hain | producent |
| 2001 | Grahan                         | producent |
| 2003 | Boom                           | producent |
| 2003 | Sandhya                        | producent |
| 2007 | Bombil and Beatrice            | producent |